# Musicart
Musicart – polska agencja koncertowa i impresaryjna, poprzednio znana pod nazwą J&J Musicart, założona 9 czerwca 1997 roku przez Jacka Jastrowicza i Jacka Siębora.

## Historia
Jacek Jastrowicz i Jacek Siębor założyli agencję J&J MUSICART w 1997 roku, przy czym ich współpraca rozpoczęła się w roku 1993 w niewielkim Domu Kultury w Wilkowie. Ich działalność w organizacji koncertów została zauważona przez znane polskie gwiazdy. Pierwszym artystą menedżmentu Musicart w 2002 roku został Jacek Stachursky.
Budując swoją pozycję od podstaw, stopniowo przekształcili swoją działalność z lokalnej w ogólnopolską, podejmując współpracę z największymi mediami: telewizyjnymi, radiami i portalami internetowymi. Wyprodukowali widowiska i koncerty z udziałem takich światowych supergwiazd, jak STING, QUEEN z Adamem Lambertem, Peter Gabriel, Duran Duran czy James Blunt.

## Obecni artyści
- Patrycja Markowska (od 2005)
- KOMBII (od 2010)
- Grzegorz Skawiński (od 2010)
- Varius Manx & Kasia Stankiewicz (od 2015)

## Artyści, z którymi agencja współpracowała wcześniej
- Stachursky (2002-2022)
- The Jet Set (2005-2009)
- Sasha Strunin (2005-2009)
- Papa D (2007-2009)
- IRA (2008-2021)
- Kasia Kowalska (2009-2015)
- Illusion (2011-2014)
- Lipali (2011-2014)
- Urszula (2013-2014)
- Michał Szpak (2015-2020)
- De Mono (2019-2022)

## Największe produkcje
- Lato z radiem[7] – Operator trasy (2011-2015)
- Złote przeboje na wakacjach[8] (2013-2014)
- Life Festiwal Oświęcim[9] – współorganizator (2010-2013)
- Rock in Wrocław Festival[10] (2012)
- Krajowy Festiwal Piosenki Polskiej w Opolu (2012), oficjalnie otwarcie amfiteatru
- Strefa Kibica Wrocław Euro 2012
- Muzyczne Hity Teleexpressu – Uniejów (2016)[11]
- Eska Music Award (2007-2009)
- Mecz gwiazd: Japonia – Brazylia (2012)

## Musicart – sprzedaż albumów artystów
| Artysta            | Album                  | Certyfikat              | Dane dot. albumu                                                 |
| ------------------ | ---------------------- | ----------------------- | ---------------------------------------------------------------- |
| Stachursky         | Finał                  | POL: złota płyta        | Data: 2002 Wydawca: Snake’s Music                                |
| Stachursky         | Trwam                  | POL: platynowa płyta    | Data: 13 czerwca 2005 Wydawca: Universal Music Polska            |
| Stachursky         | 2009                   | POL: złota płyta        | Data: 15 czerwca 2009 Wydawca: Universal Music Polska            |
| Kasia Kowalska     | Ciechowski – Moja krew | POL: platynowa płyta    | Data: 26 listopada 2010 Wydawca: Universal Music Polska          |
| IRA                | 9                      | POL: złota płyta        | Data: 30 października 2009 Wydawca: QI Music                     |
| IRA                | Akustycznie            | POL: złota płyta        | Data: 25 listopada 2014 Wydawca: Musicart                        |
| IRA                | My                     | POL: złota płyta        | Data: 20 maja 2016 Wydawca: Universal Music Polska               |
| Patrycja Markowska | Świat się pomylił      | POL: platynowa płyta    | Data: 1 października 2007 Wydawca: EMI Music Poland              |
| Patrycja Markowska | Patrycja Markowska     | POL: platynowa płyta    | Data: 26 października 2010 Wydawca: EMI Music Poland             |
| Patrycja Markowska | Alter Ego              | POL: złota płyta        | Data: 28 maja 2013 Wydawca: EMI Music Poland                     |
| KOMBII             | O miłości              | POL: złota płyta        | Data: 24 maja 2010 Wydawca: Universal Music Polska               |
| Varius Manx        | Ent                    | POL: złota płyta        | Data: 13 kwietnia 2018 Wydawca: Agora                            |
| Michał Szpak       | Byle być sobą          | POL: 2x platynowa płyta | Data: 13 listopada 2015 Wydawca: Sony Music Entertainment Poland |
| Michał Szpak       | Dreamer                | POL: złota płyta        | Data: 7 września 2018 Wydawca: Sony Music Entertainment Poland   |